# Michał z Pacanowa
Michał z Pacanowa, Michał Pacanowski (zm. w 1568 roku) – kanonik kruszwicki w 1536 roku, dziekan gnieźnieński w 1535 roku, kanonik kielecki w 1519 roku, posiadał kanonie
w Łęczycy, Uniejowie i Skalbmierzu oraz probostwa kurzelowskie i szczawińskie, doktor teologii i obojga praw.
Studiował w Krakowie (bakałarz w 1508 roku) i Rzymie, gdzie uzyskał doktoraty z teologii i obojga praw. W Rzymie w 1519 roku uzyskał święcenia subdiakonatu. Pozostawał w Rzymie długi czas jako kortezan i protegowany prymasa Jana Łaskiego. Jako intrygant trafił w do rzymskiego więzienia. W 1528 roku mianowany penitencjarzem polskim w bazylice św. Piotra w Rzymie, ale nominacja została skutecznie oprotestowana przez króla Zygmunta I Starego i podkanclerzego Piotra Tomickiego.